# Zine al-Abidine Ben Ali
Zine al-Abidine Ben Ali (arabsko زين العابدين بن علي), tunizijski predsednik, častnik, politik, vojaški ataše, veleposlanik, * 3. september 1936, Hammam al Susah, Tunizija, † 19. september 2019, Džeda, Saudova Arabija. 
Ben Ali je bil predsednik Tunizije od leta 1987 in drugi predsednik države po osamosvojitvi leta 1956.
Zine el-Abidine Ben Ali je bil rojen v kraju Hammam Sussah (zraven tunizijskega Sousseja). V mladih letih je bil kot član neo-desturske stranke poslan v Francijo na vojaško urjenje. Dokončal je šolanje o artileriji, nato pa nadaljeval svoje vojaško izobraževanje v Združenih državah Amerike.
Po vrnitvi v matično deželo je bil leta 1964 postavljen na mesto vodje varnostno-vojaškega sveta, ki ga je upravljal nadaljnjih deset let. Zatem se je v Maroku mudil kot vojaški ataše, leta 1977 pa je bil imenovan za generalnega direktorja sveta za državno varnost Tunizije. V vmesnem presledku pri tem delovanju je bil veleposlanik Tunizije na Poljskem. Oktobra 1985 je Ben Ali postal minister za državno varnost. Od tod se je čez leto dni premestil na mesto ministra za notranje zadeve ter nekoliko kasneje postal še sekretar vladajoče Socialistične desturske stranke (Parti Socialiste Destourien, kratica PSD). Oktobra 1987 je bil imenovan za predsednika vlade države.
Novembra 1987 je Ben Ali postal predsednik države. Na tem mestu je skladno z ustavo zamenjal prvega predsednika Tunizije Habiba Bourguibo, ki je bil uradno označen za senilnega in nesposobnega upravljanja. Po prevzemu položaja je Ben Ali ukinil dosmrtni staž predsednika, zraven tega pa uvedel ustavne spremembe, ki omogočajo večstrankarske volitve. Poleg tega je izvedel amnestijo za politične zapornike in reorganiziral svojo vladajočo stranko, ki od tedaj nastopa pod imenom Demokratični parlamentarni zbor (Rassemblement Constitutionnel Démocratique, kratica RCD). Po izvedbi teh reform je pozval nekatere opozicijske stranke k pridružitvi.
Leta 1989 je bil izvoljen za predsednika države. Ponovno je bil izvoljen v letih 1994, 1999 in 2004. Mednarodne organizacije za človekove pravice so njegovo administracijo kritizirale zaradi represije nad opozicijskimi strankami, opozarjale pa so tudi na vodenje kulta osebnosti in nadzor nad občili.
Januarja 2011 je po množičnih protestih državljanov zapustil državo in pobegnil v Saudovo Arabijo.